# Les Appalaches
Les Appalaches (significando Los Apalaches en francés), antes conocido como L’Amiante (El Amianto en francés) es un municipio regional de condado (MRC) de Quebec en Canadá. Está ubicado en la región administrativa de Chaudière-Appalaches. La sede y ciudad más poblada es Thetford Mines.

## Geografía

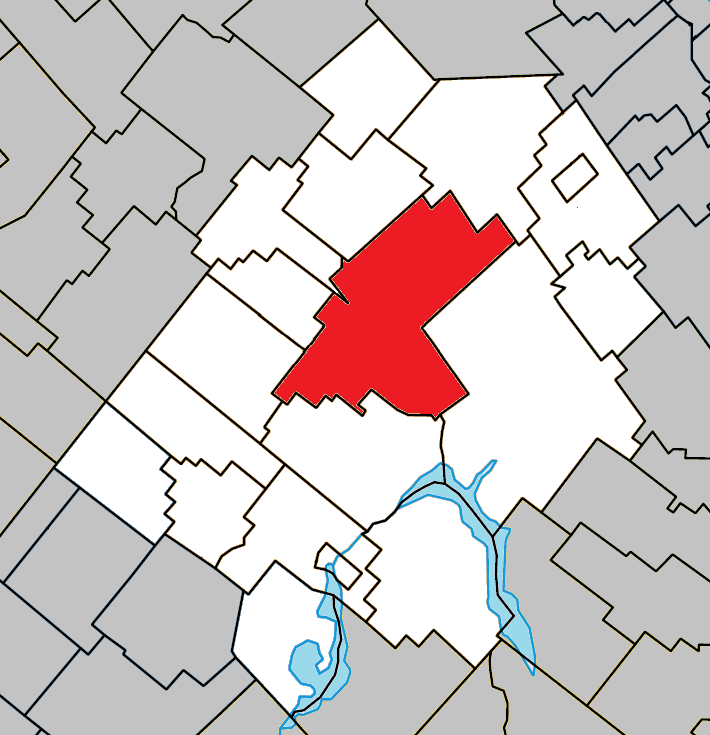
Territorio del MRC de Les Appalaches, en rojo Thetford Mines

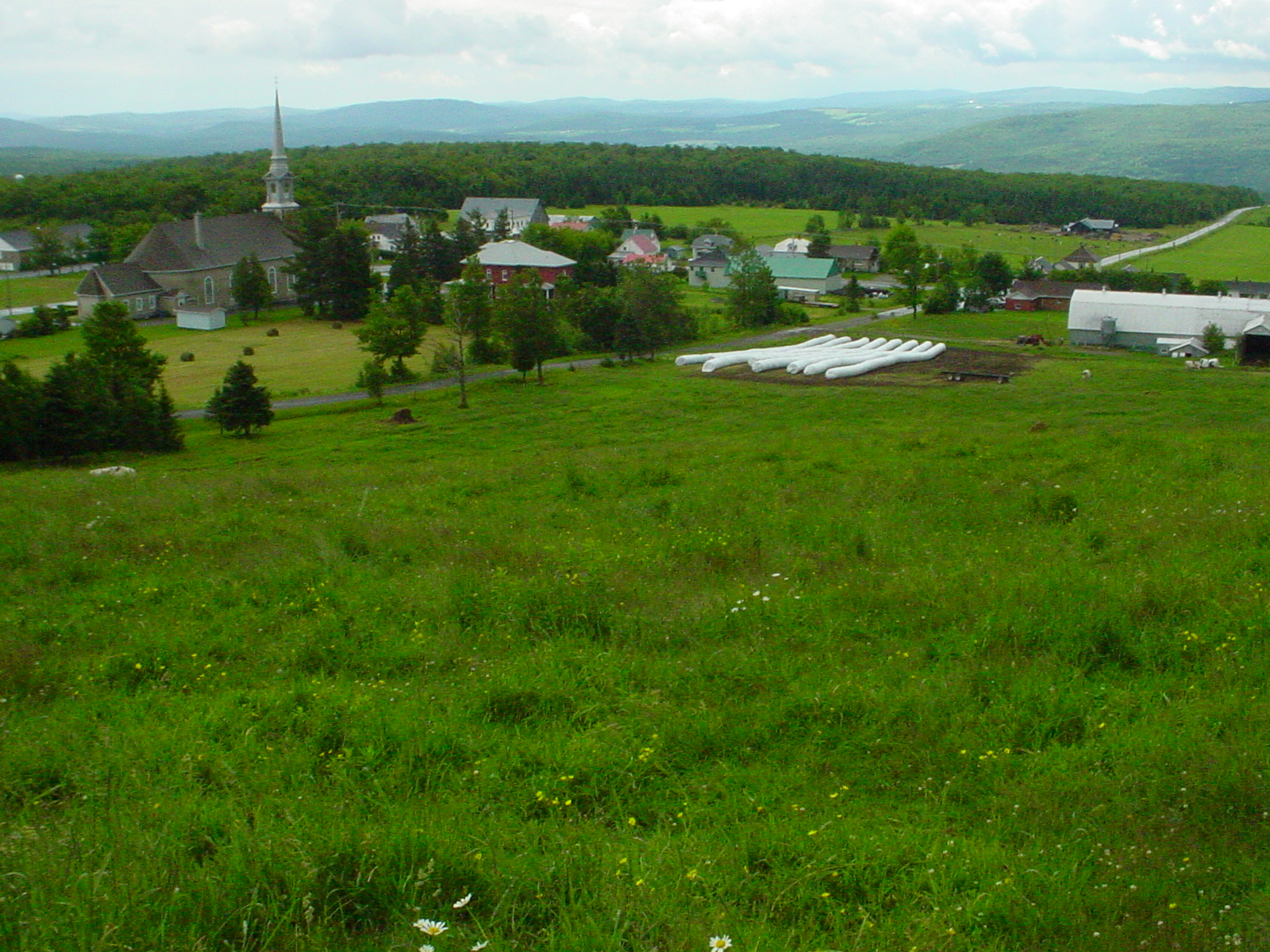
Saint-Adrien-d’Irlande

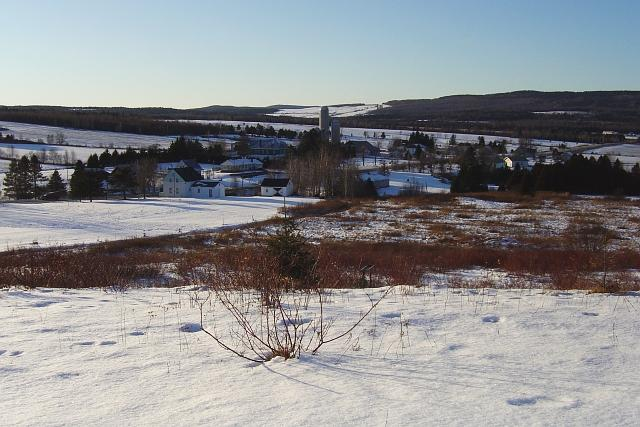
Saint-Jacques-le-Majeur-de-Wolfestown

El MRC de Les Appalaches está ubicado en la parte oeste de Chaudière-Appalaches, en la frontera con las regiones de Centre-du-Québec y Estrie, hacia 80 kilómetros al sur de la ciudad de Quebec. Limita al noroeste con el MRC de Lotbinière, al noroeste con Robert-Cliche, al este con Beauce-Satigan, al sureste con Le Granit, al sur con Le Haut-Saint-François y Les Sources, al suroeste con Arthabaska y al oeste con L'Érable. Su superficie total es de 1987 km², de los cuales 1912 km² son tierra firme. Los paisajes de los Apalaches verdecen entre algunos estanques. El territorio es cubierto por las cadenas de Estrie y de Beauce, con una altitud media de 350 o 450 metros. El relieve alterna las colinas y los valles. Las principales cumbres son los montes Adstock (710 m), Caribou, Oak y Saint-Adrien. El subsuelo contiene el crisotilo. El red hidrográfico se reparte entre las cuatro cuentas de los ríos Bécancour, Chaudière, Saint-François y Nicolet. El lago Saint-François, fuente del río Saint-François, y el Lago Aylmer están situados al sur del territorio, en la frontera con el MRC de Granit.

## Urbanismo

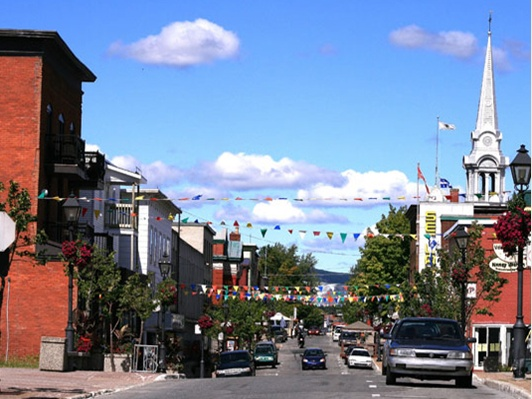
Centro de Thetford Mines

La carretera 112 atraviesa el MRC en orientación este-oeste hacia Sherbrooke y Beauce aunque la carretera 165 va hacia Montreal y la carretera 269 a la ciudad de Quebec.
El Parque nacional de Frontenac cubre una grande superficie por la ribera oeste del lago Saint-François.

## Historia

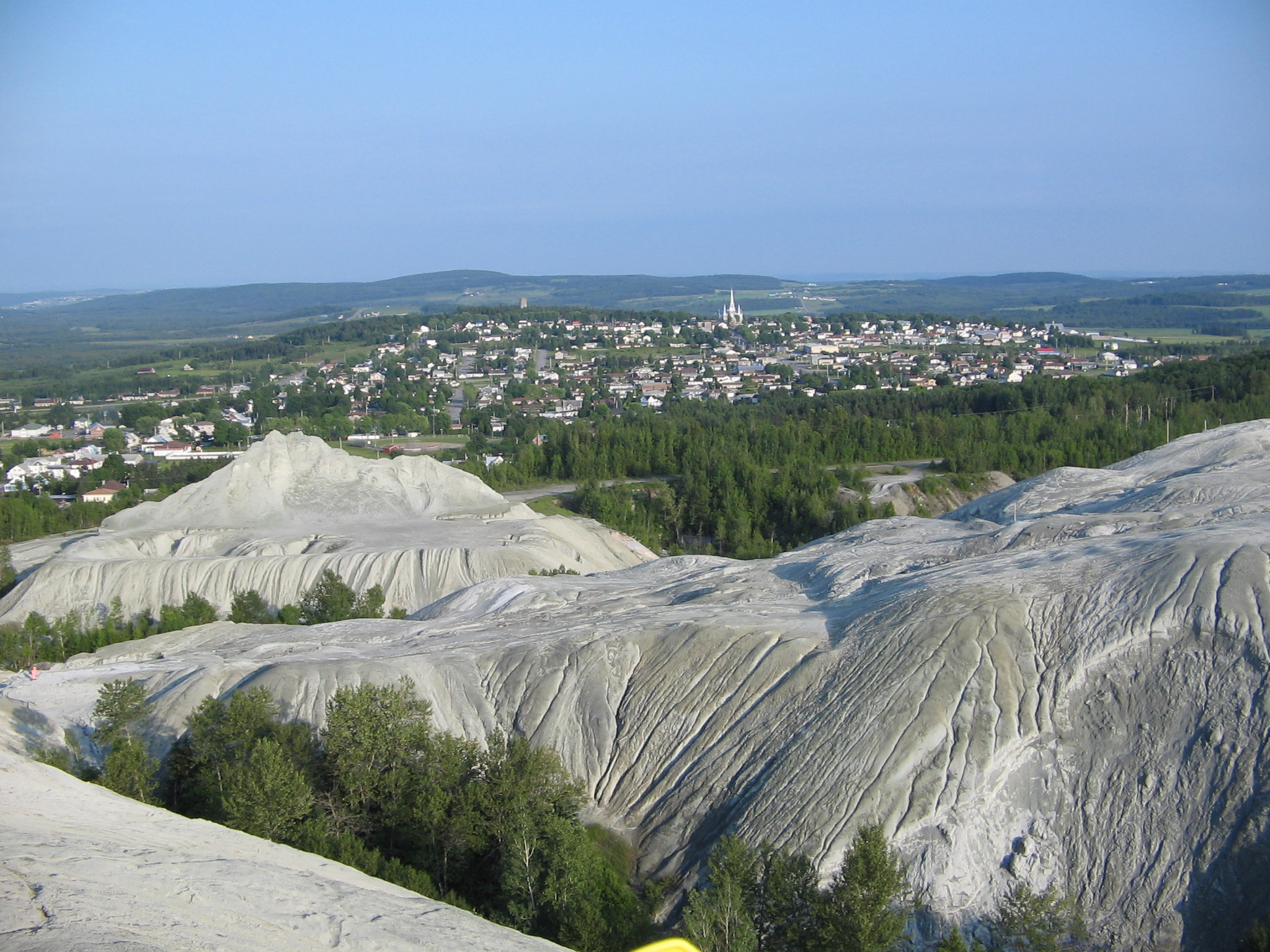
Residuos de la mina Quebec Asbestos (1895-1958)

El MRC de L’Amiante fue creado en 1982 con partes de los antiguos condados de Mégantic, de Wolfe, de Frontenac y de Beauce. El nombre del MRC procedió del amianto, principal actividad económica de la región. El 15 de noviembre de 2008, cambió su nombre para el de Les Appalaches.

## Política
El prefecto actual (2015) es Paul Vachon, alcalde de Kinnear’s Mills. El territorio del MRC forma parte de las circunscripciones electorales de Lotbinière-Frontenac, Mégantic y Beauce-Sud a nivel provincial y de Mégantic—L'Érable a nivel federal.

## Demografía
Según el censo de Canadá de 2011, había 43 120 habitantes en este MRC. La densidad de población era de 22,5 hab./km². La población ha decrecido de 270 personas (0,6 %) entre 2006 y 2011. En 2011, el número total de inmuebles particulares era de 22 306, de los que 19 487 estaban ocupados por residentes habituales, los otros siendo desocupados o segundas residencias. La población es en mayoría francófona y urbana.
Evolución de la población total, 1991-2015

## Economía
La extracción de crisotilo en Thetford Mines y East Broughton ha constituido mucho tiempo la base de la economía regional. Con el descenso de la industria de amianto, la economía regional se ha diversificado.

## Comunidades locales
Hay 19 municipios en el territorio del MRC de Les Appalaches.
| Código | Nombre                                | Tipo      | Fecha de constitución | Área total (km²) | Área agua (km²) | Área tierra (km²) | Población 2014 | Gentilicio (en francés) | Densidad (hab./km²) | DT | Número de concejales | CEP                                        | CEF               |
| ------ | ------------------------------------- | --------- | --------------------- | ---------------- | --------------- | ----------------- | -------------- | ----------------------- | ------------------- | -- | -------------------- | ------------------------------------------ | ----------------- |
| 31008  | Beaulac-Garthby                       | Municipio | 15.03.2000            | 93,81            | 18,63           | 75,18             | 843            | Beaugarthois, e*        | 11,2                | S  | 6                    | Mégantic                                   | Mégantic—L'Érable |
| 31015  | Disraeli                              | Ciudad    | 19.11.1904            | 8,17             | 1,47            | 6,70              | 2360           | Disraelois, e*          | 352,2               | S  | 6                    | Mégantic                                   | Mégantic—L'Érable |
| 31020  | Disraeli                              | Parroquia | 01.01.1883            | 97,47            | 4,11            | 93,36             | 1101           | Disraélois, e*          | 11,8                | S  | 6                    | Mégantic                                   | Mégantic—L'Érable |
| 31025  | Saint-Jacques-le-Majeur-de-Wolfestown | Parroquia | 30.09.1909            | 61,58            | 2,83            | 58,75             | 204            | Jacquois, e*            | 3,5                 | S  | 6                    | Lotbinière-Frontenac                       | Mégantic—L'Érable |
| 31030  | Saint-Fortunat                        | Municipio | 01.01.1873            | 76,62            | 0,04            | 76,58             | 256            | Fortunois, e*           | 3,3                 | S  | 6                    | Lotbinière-Frontenac                       | Mégantic—L'Érable |
| 31035  | Saint-Julien                          | Municipio | 01.07.1855            | 82,81            | 0,18            | 82,63             | 396            | Juliénois, e*           | 4,8                 | S  | 6                    | Lotbinière-Frontenac                       | Mégantic—L'Érable |
| 31040  | Irlande                               | Municipio | 01.07.1855            | 112,10           | 2,56            | 109,54            | 962            | Irlandois, e⁰           | 8,8                 | S  | 6                    | Lotbinière-Frontenac                       | Mégantic—L'Érable |
| 31045  | Saint-Joseph-de-Coleraine             | Municipio | 11.11.1891            | 134,52           | 7,66            | 126,86            | 1832           | Colerainois, e*         | 14,4                | S  | 6                    | Lotbinière-Frontenac                       | Mégantic—L'Érable |
| 31050  | Sainte-Praxède                        | Parroquia | 01.01.1944            | 154,85           | 18,99           | 135,86            | 409            | -                       | 3,0                 | S  | 6                    | Mégantic                                   | Mégantic—L'Érable |
| 31056  | Adstock                               | Municipio | 24.10.2001            | 305,85           | 15,44           | 290,41            | 2722           | Adstockois, e*          | 9,4                 | S  | 6                    | Lotbinière-Frontenac                       | Mégantic—L'Érable |
| 31060  | Sainte-Clotilde-de-Beauce             | Municipio | 19.11.1938            | 60,43            | 0,08            | 60,35             | 650            | Clotildois, e*          | 10,8                | S  | 6                    | Beauce-Sud                                 | Mégantic—L'Érable |
| 31084  | Thetford Mines                        | Ciudad    | 17.10.2001            | 227,83           | 2,01            | 225,82            | 25 621         | Thetfordois, e*         | 113,5               | D  | 10                   | Lotbinière-Frontenac                       | Beauce            |
| 31095  | Saint-Adrien-d’Irlande                | Municipio | 01.01.1873            | 53,04            | 0,01            | 53,03             | 382            | Adrienirlandois, e*     | 7,2                 | S  | 6                    | Lotbinière-Frontenac                       | Beauce            |
| 31100  | Saint-Jean-de-Brébeuf                 | Municipio | 01.01.1946            | 79,52            | 0,05            | 79,47             | 369            | Brébeufois, e*          | 4,6                 | S  | 6                    | Lotbinière-Frontenac                       | Mégantic—L'Érable |
| 31105  | Kinnear’s Mills                       | Municipio | 01.07.1855            | 93,29            | 0,12            | 93,17             | 366            | Kinnearois, e*          | 3,9                 | S  | 6                    | Lotbinière-Frontenac                       | Mégantic—L'Érable |
| 31122  | East Broughton                        | Municipio | 05.01.1994            | 8,70             | 0,63            | 8,69              | 2201           | Broughtonnais, e*       | 253,3               | D  | 6                    | Lotbinière-Frontenac                       | Mégantic—L'Érable |
| 31130  | Sacré-Cœur -de-Jésus                  | Parroquia | 15.12.1902            | 105,06           | 0,13            | 104,93            | 557            | Sacré-Cœurin, e*        | 5,3                 | S  | 6                    | Lotbinière-Frontenac                       | Mégantic—L'Érable |
| 31135  | Saint-Pierre-de-Broughton             | Municipio | 12.10.1974            | 148,54           | 0,17            | 148,37            | 881            | Saint-Pierrais, e*      | 5,9                 | S  | 6                    | Lotbinière-Frontenac                       | Mégantic—L'Érable |
| 31140  | Saint-Jacques-de-Leeds                | Municipio | 23.09.1929            | 83,13            | 0,37            | 82,76             | 717            | Leedois, e*             | 8,7                 | S  | 6                    | Lotbinière-Frontenac                       | Mégantic—L'Érable |
| 310    | Les Appalaches                        | MRC       | 01.01.1982            | 1987,32          | 74,86           | 1912,46           | 42 829         | .                       | 22,4                | -  | -                    | Lotbinière-Frontenac, Mégantic, Beauce-Sud | Mégantic—L'Érable |

DT división territorial, D distritos, S sin división; CEP circunscripción electoral provincial, CEF circunscripción electoral federal; * Oficial, ⁰ No oficial